# Freda Niemann
Freda Niemann (* 17. Januar 1908 in Berlin; † 18. Juli 1996 in Hannover) war eine der ersten studierten Theologinnen in Deutschland, die im kirchlichen Dienst tätig waren.

## Leben
Freda Niemann war eine Tochter des späteren Oberst und Schriftstellers Alfred Niemann (1873–1946) und seiner Ehefrau Elisabeth von Velsen (1878–1964).
Nach einem theologischen Studium arbeitete Freda Niemann von 1934 bis 1947 als Krankenhausseelsorgerin in Volmarstein/Ruhr.
Da sie in Westfalen keine Stelle fand, ging Niemann 1947 nach Hannover. Dort unterrichtete sie bis 1952 zunächst als Dozentin am Seminar für kirchliche Dienste. Anschließend war sie bis 1958 für die Frauenarbeit im Stadtkirchenverband Hannover zuständig. Daneben betreute sie das Mütter- und Säuglingsheim an der Berckhusenstraße sowie die Abteilung für weibliche Gefängnisinsassen in der Strafvollzugsanstalt Hannover.
Ab 1958 bis zu ihrem Eintritt in ihren Ruhestand engagierte sich Freda Niemann seelsorgerisch für Menschen im Untersuchungs- und Strafvollzug und war Vorsitzende der Evangelischen Konferenz für Gefährdetenhilfe. Auch nach ihrem Ruhestand hatte Freda Niemann noch verschiedene Ehrenämter wie den Vorsitz der evangelischen Bahnhofsmission inne.

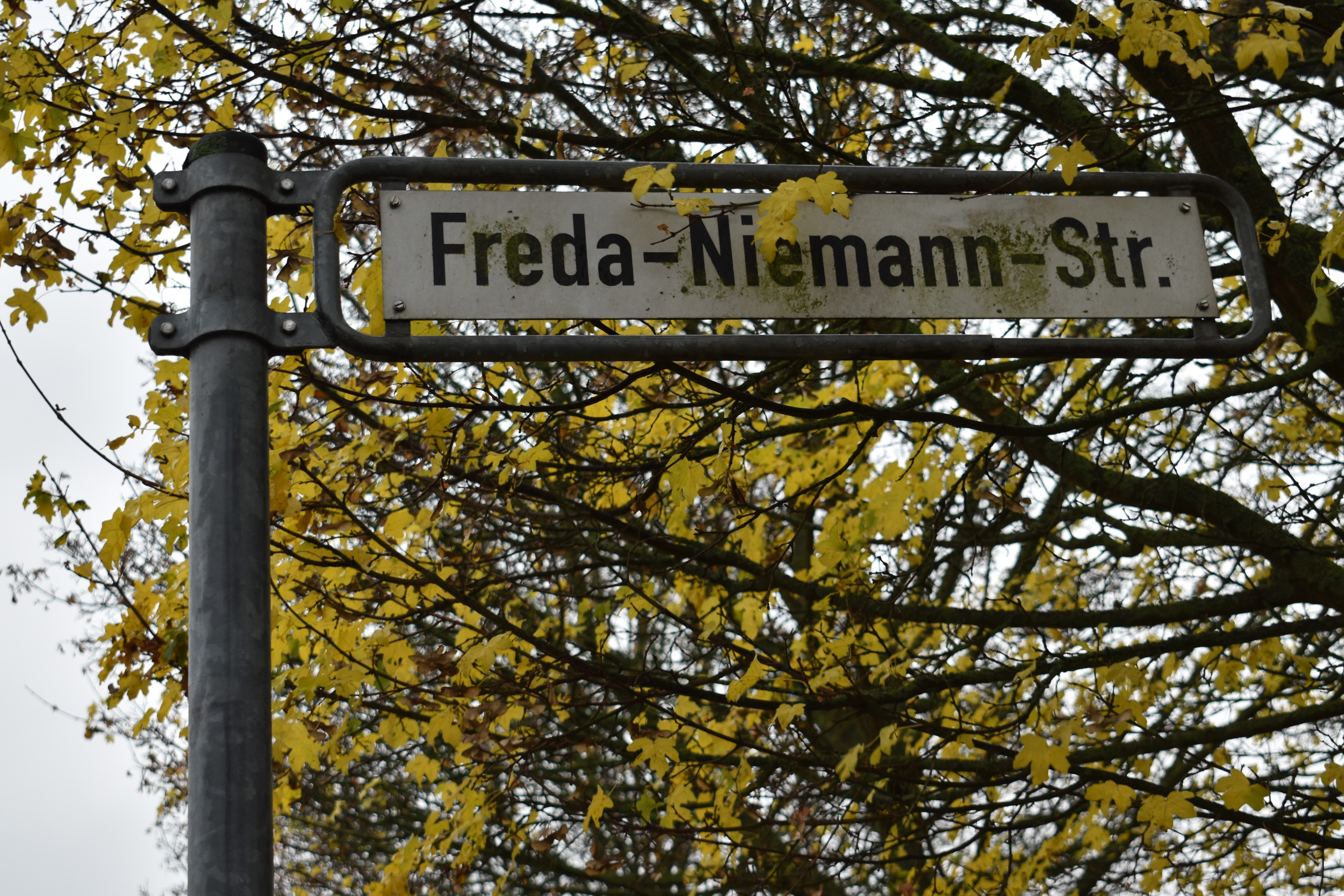
Freda-Niemann-Straße in Hannover

## Ehrungen
Posthum wurde die Pastorin von der Landeshauptstadt Hannover geehrt: Der westliche Teil der Blumhardtstraße im Stadtteil Kleefeld wurde 2001 in Freda-Niemann-Straße umbenannt.